# 臭蔥石
臭蔥石（英語：Scorodite），由含砷的礦物氧化而成的次生礦物，化學成分Fe3+AsO4‧2H2O。

## 命名
1818年由德國礦物學家Johann Friedrich August Breithaupt命名為 Scorodite， 取自於希臘文「skorodion」，意指像大蒜的，表示礦石加熱後產生的砷臭味。

## 物理性質
一般晶癖多呈雙錐體或板狀，稜鏡狀或塊狀，呈黃綠色至褐色，在薄片中有的是無色。強酸可以溶解。

## 化學性質
在化學分類上，屬砷酸鹽礦物。成分中鋁可取代鐵的位置，三氧化二鋁含量超過7.1％者，又稱為「鋁臭蔥石」（英語：Aluminoscorodite）。

## 產狀與產地
產於含砷量較高的硫化礦床氧化帶中，多為次生礦物，經常與毒鐵礦（Pharmacosiderite）、砷鉛鐵礬（Beudantite）、砷鉛鐵礦（Carminite）、砷鋇星石（Dussertite）、鈣砷鐵礦（arseniosiderite）、水砷鋅石（adamite）、砷鋅鈣石（austinite）、蓝铁矿、氧化鐵等礦物相伴共生。
在臺灣金瓜石礦區與中央山脈地區發現過臭蔥石，金瓜石礦區的本山、長仁、粗石山等地產有硫砷銅礦、呂宋銅礦，在地表風化帶發現過臭蔥石。 中央山脈合歡山含金石英脈中，臭蔥石與砷黃鐵礦伴生，為含砷礦物的轉化礦物。

## 外部連結
- 维基共享资源上的相關多媒體資源：臭蔥石